# 朴海美
朴海美（韓語：박해미，1964年1月28日—），韩国音乐剧与话剧女演员。2006年出演MBC的《不可阻挡的High Kick》开始踏入戏剧全凭借其卓越的演技受到更多观众喜爱。先更是横跨歌曲、戏剧、音乐剧、话剧、广告业的全能艺人。1996年與小9歲的演出策畫人黃民再婚，婚後育有1子黃成才，至2008年才補辦婚禮。2019年5月10日與結婚25年的丈夫黃民辦理了協定離婚。

## 演出作品

### 电视剧
- 2005年：SBS《老天爺啊！給我愛》飾 金培德
- 2006年：MBC《不可阻挡的High Kick》
- 2007年：SBS《錢的戰爭 (番外篇)》
- 2008年：KBS《我的愛、金枝玉葉》飾演 南珠璃
- 2009年：KBS《大家一起恰恰恰》飾 吳彤子
- 2010年：MBC《個人取向》飾 薔薇
- 2010年：KBS《笑吧！東海》飾 卞素女
- 2011年：MBN《愈發霸氣》
- 2012年：TV朝鮮《Welcome to Healing Town》
- 2012年：KBS《學校2013》飾演 任貞秀
- 2013年：MBC《歐若拉公主》飾演 黃美夢
- 2013年：MBC《奇皇后》飾演 卢尚宫 饰演 巫術師（客串）
- 2014年：JTBC《山蒜醬湯：12年後的重逢》飾演 平凡淑
- 2014年：KBS《Drama Special－寶美的房間》飾演 吳吉子
- 2014年：KBS《Drama Special－三女子離家騷動》飾演 馨慈
- 2015年：MBC《像你的女兒》飾演 許恩淑
- 2015年：KBS《無理的前進》飾演 崔景蘭
- 2016年：MBC《再一次 Happy Ending》飾演 愛蘭母親
- 2016年：KBS《五個孩子》飾演 車敏敬
- 2017年：KBS《無窮花開了》飾演 許成熙
- 2017年：NAVER tvcast《弘益超市》飾演 羅靜芬
- 2017年：TV朝鮮《在你背上扣球》飾演 朴海美
- 2019年：KBS《愛情是Beautiful，人生是Wonderful》飾演 洪華英
- 2022年：KBS《加油，我的人生》飾演 崔美京